# Ladrones de coches
Ladrones de coches es una historieta de 1980 del autor de cómic español Francisco Ibáñez perteneciente a su serie Mortadelo y Filemón. 

## Sinopsis
Cada día hay más robos de coches en la ciudad y últimamente la situación es alarmante. Mortadelo y Filemón deberán acabar con esta oleada de robos.